# Oración de relativo

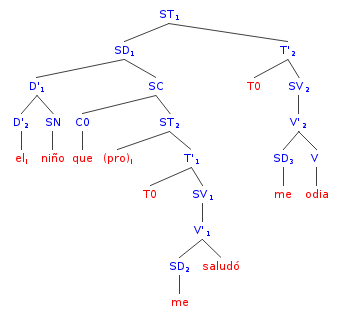
Árbol sintáctico, para una oración compuesta (el niño que me saludó me odia) en la que la oración subordinada es una oración de relativo, que sintácticamente es un sintagma complementante dependiente de niño

Una oración de relativo es un tipo de oración subordinada que complementa a un nombre (o más exactamente a un sintagma nominal o un sintagma determinante). Por ejemplo:
1. el hombre [que no estaba aquí]
2. él [a quien yo había escrito]
3. el [que te dije ayer]

La oración (1.) contiene un nombre hombre cuya referencia es precisada o limitada por la oración que no estaba aquí. Una oración de relativo puede modificar a un pronombre como en (2.) o un determinante como en (3.).
En muchas lenguas europeas, una oración de relativo es introducida por un tipo especial de pronombre llamado pronombre relativo. En español que, cual y quien son pronombres relativos. Cuando, donde y cuanto son adverbios relativos. En otras lenguas del mundo las oraciones de relativo pueden señalarse de formas más diversas, por ejemplo, pueden ser introducidos por una clase especial de nexos subordinantes llamados relativizadores, en algunas lenguas también se da el caso de que el verbo principal de la oración de relativo tome una forma morfológica especial. Finalmente también se han testimoniado lenguas en las que la oración de relativo se indica sólo mediante orden sintáctico especial. En algunas lenguas pueden aparecer simultáneamente varios de los mecanismos anteriores para introducir una oración de relativo.

## Tipos de oraciones de relativo
Una oración de relativo se usa siempre para ensamblar dos oraciones o contenidos proposicionales que comparten uno de sus argumentos. Por ejemplo la oración:
El hombre [que vi ayer] se fue a casa
es equivalente semánticamente a las siguientes dos oraciones:
El hombre se fue a casa. Yo vi a ese hombre ayer
en este caso es claro que el mismo hombre es argumento de las dos oraciones . Nótese que no se requiere que el mismo argumento desempeñe la misma función en las dos oraciones (en la primera hombre hace de sujeto, mientras que en la segunda hace de objeto)
Las dos oraciones ensambladas mediante una construcción de relativo se llaman usualmente oración principal y construcción u oración de relativo. El argumento compartido entre ambas aparece en la oración principal como núcleo sintáctico nominal o como complemento del nombre de un núcleo nominal. Las lenguas del mundo difieren tipológicamente en como se expresan las construcciones de relativo:
1. Como el papel del argumento compartido se indica en la oración de relativo.
2. Como las dos oraciones se ensamblan.
3. Donde se sitúa la oración de relativo con respecto al nombre al que complementa, es decir, en cómo se indica a qué argumento de la oración principal se refeire la prediacción contenida en la oración de relativo.

Por ejemplo la oración El hombrei [quei vi Øi ayer] se fue a casa queda descrita por estas características:
1. El argumento compartido en la oración de relativo como una cadena sintáctica de pronombre relativo y una huella sintáctica (ambas marcadas con el subíndice i).
2. Las dos oraciones están ensambladas por la simple inserción de la oración de relativo en la posición de complemento nominal.
3. La oración de relativo se sitúa detrás del núcleo al que complementa hombre.

A continuación se indican algunas posibilidades encontradas en las lenguas del mundo para construir las oraciones de relativo (solo algunas de ellas están también presentes en español):
- "El hombre [COMP vi ayer] se fue a casa" (Uso de un complementante general, COMP), esta estrategia se usa en inglés: The man [that I saw yesterday] went home.
- "El hombre [vi ayer] se fue a casa": (Inserción directa). Esta estrategia se usa en inglés (en oraciones de relativo no introducidas por that) como en The man [I saw yesterday] went home. También se usa en árabe con nombres indefinidos ("un hombre").
- "El hombre [al que vi ayer] se fue a casa" (Uso de formas con pronombres/proformas relativos), se emplea un pronombre relativo o proforma que recibe caso de la oración subordinada, esta es la forma usada en español, también se usa en inglés (tipo The man [whom I saw yesterday] went home), en latín (Homo [quem hieri vidi] domum sua fuit), en alemán (Der Mann, [den ich gestern gesehen habe,] ist nach Hause gegangen) y en ruso.
- "El hombre [visto por mí ayer] se fue casa" (Oración de relativo reducida), en este caso se usa una forma de pasiva.
- "El hombre [COMP yo lo vi ayer] se fue a casa" (Oraciones de relativo con un complementizador común), son oraciones del tipo , el papel temático del argumento compartido se indica en la cláusula subordinada, este es el tipo de estructura usado en árabe, hebreo o persa.
- "El hombre [COMP a él yo vi ayer] se fue a casa" (Similar al caso anterior, pero con el pronombre resuntivo topicalizado). Este tipo aparece en griego moderno y como una posibilidad alternativa en hebreo. La unidad "COMP a él" se comporta como una unidad sintáctica o un pronombre relativo inseparable.
- "Mi [ver ayer] hombre se fue a casa". La oración de relativo incrustada va precedida de un determiannte posesivo del tipo usado en las construcciones de genitivo para unir la oración relativa al nombre al que complementa. Esta estrategia es la usada por el idioma chino.
- "El [vi ayer] hombre se fue a casa". Precediendo a la oración de relativo incrustada se usa un determinante para. Esta estrategia se usa en náhuatl: [In nikittac] oquichtli huāllauh in mochān y también en japonés.
- "El hombre [de mi visión de ayer] se fue a casa" (Oración nominalizada). Se usa por ejemplo en algunas lenguas penutias y también en turco.
- "[El cual hombre yo vi ayer], ese hombre se fue a casa" (oración correlativa), esta estrategia es la que se usa en hindi y en sánscrito.
- "[Yo vi al hombre ayer] se fue a casa", (oración no reducida con núcleo interno) esta estrategia es la que usan el tibetano y el navajo.

## Estrategias para marcar el papel del argumento compartido
Básicamente existen cuatro estrategias para indicar el papel temático del argumento compartido por el sintagma nominal y la oración de relativo que lo complementa. Estas cuatro estrategias ordenadas según el grado en que el nombre de la oración de relativo se reduce, de más a menos, son:
1. Estrategia de la huella sintáctica
2. Estrategia de pronombre relativo
3. Estrategia de repeteción de pronombre
4. Estrategias sin reducción

### Estrategia de la huella sintáctica
En esta estrategia, simplemente hay una huella sintáctica o "espacio en blanco" en la oración de relativo en la posición donde el argumento debería aparecer. Esta estrategia es habitual en inglés, chino o japonés. Esta es también la estrategia más usada en las lenguas con verbo al final y lenguas de núcleo final en las que la oración de relativo precede al nombre o sintagma nominal al que complementa. Sin embargo, no está extendida entre las lenguas con oraciones de relativo postnominales.

## Estrategias para unir la oración de relativo a la principal
Las siguientes son algunas de las estrategias usadas en las lenguas del mundo para unir oraciones:
- Uso de una partícula invariable (un "complementante") incrustado en la oración, situado cerca del nombre modificado por la oración de relativo. Además la cláusula de relativo se incrusta en una posición adecuada, frecuentemente al otro lado del complementante. Esta estrategia es muy común y aparece por ejemplo en inglés (the main thing [that I saw]), así como en inglés en árabe moderno (complementante: illi, situado tras el nombre modificado), en chino (complementante: de, situado ante el nombre modificado) y en japonés (complementante: no situado ante el nombre modificado).

## Jerarquía de accesibilidad
El antecedente de una oración de relativo (es decir, el nombre modificdo por ella) pueden en teoría ser el sujeto de la oración principal u objeto de la oración principal, o incluso cualquier adjunto verbal. En muchas lenguas, especialmente, las que presentan ramificación fija a la izquierda y con marcaje de complemento en oraciones relativas prenominales existen restricciones importantes en cuanto al papel que puede tener dentro de la oración de relativo.
Edward L. Keenan y Bernard Comrie señalaron que estos papeles forman parte de una jerarquía universal en las lenguas del mundo, cuyo orden de más accesible a menos accesible es:
Sujeto > Objeto directo > Objeto indirecto > Oblicuo/Adjunto > Genitivo >  Objeto de un comparativo
Para lenguas ergativas existe una jerarquía similar:
Absolutivo > Ergativo > Objeto indirecto > etc. (igual que antes)
Este orden se llama jerarquía de accesibilidad. Si una lengua puede relativizar posiciones cierta posición en la jerarquía, entonces puede relativizar todas las posiciones más altas que esa posición, aunque no al revés. Por ejemplo, en malgache se puede elativizar sólo el sujeto y en chukchi sólo los argumentos en absolutivo, mientras que en euskera se pueden relativizar absolutivos, ergativos y objetos indirectos, pero no oblicuos o genitivos.

## Ejemplos

### Lenguas no-indoeuropeas

#### Euskera
La estructura del relativo en euskera es inversa a la estructura de castellano. Se vale del sistema 1-2-3, 3-2-1.Explicación en tutorial.

### Lenguas indoeuropeas

#### Inglés
Las oraciones relativas en inglés no son particularmente difíciles, pero difierne del español en algunos aspectos que pueden dar lugar a malentendidos y errores.
Los pronombres relativos son: 
who = quien, where = donde, which = que (impersonal), that  = que, quien, what = lo cual, whose = cuyo, cuya, cuyos, cuyas
Se distingue entre oraciones de relativo especificativas (defining) y explicativas (non-defining:)
(defining) You have to re-enter the exam which you failed
the exam that you failed
the exam    you failed
La oración subordinada especifica (o define) de  qué examen se trata. En inglés, el pronombre se puede omitir si es el objeto del verbo que aparece en la oración de relativo:
the exam that you failed            you   failed  the exam
sujeto -  V -   objeto
Esta elisión no es admisible si el pronombre es el sujeto de la oración de relativo:
I met the girl  that works in the pub.             the girl    works
I met the girl  who works in the pub                  who     works    in the pub
sujeto  -   V

#### Francés
El sistema de pronombres relativos del francés es similar al del español y encierra una complejidad similar a la del español. Cuando el pronombre relativo funciona como objeto relativo de la oración de relativo, se usa generalmente que, aunque también puede usarse lequel, laquelle, ... (correspondiendo al español 'el cual, la cual, ...'), que tienen flexión de género y número, en registros donde se requiere mayor precisión. Por ejemplo, cualquier a de las siguientes oraciones es correcta y traduce "hablé con su padre y su madre, que ya conocía":
J'ai parlé avec son père et sa mère, laquelle (f. sing.) je connaissais déjà.
J'ai parlé avec son père et sa mère, lesquels (m. pl.) je connaissais déjà.
J'ai parlé avec son père et sa mère, que je connaissais déjà.
Sin embargo, en la primera oración 'a quien ya conocía' se refiere sólo a la madre, en la segunda se refiere a los dos padres, y en la tercera podría referirse a alguno de los dos o a los dos al mismo tiempo.
Cuando el pronombre funciona como sujeto de la oración de relativo, se usa qui (como en italiano o en catalán), aunque al igual que antes, lequel, ... puede usarse para una mayor precisión. (En esta situación es menos frecuentes el uso de lequel comparado con los objetos directos, sin embargo, ya que los verbos en francés reflejan el número gramatical del sujeto.)
Cuando el pronombre funciona en un sentido posesivo, se usa la preposición de junto con el relativo, el pronombre dont ('cuyo') puede usarse, pero no funciona como determinante para el nombre poseído:
J'ai parlé avec une femme dont je travaille avec le fils. ('Hablé con una mujer con cuyo hijo trabajo'
Esta construcción se usa también en casos no posesivos donde el pronombre substituye a un objeto marcado con de:
C'est l'homme dont j'ai parlé. ('Es el hombre de quien hablé')

#### Alemán
Dejando a un lado las complicaciones asociadas a la flexión, el sistema de pronombres relativos del alemán es similar al sistema del inglés. Existen dos tipos de pronombres relativos. El tipo más frecuente se basa en los artículos definidos
der (masculino), die (femenino), das (neutro) [aunque como pronombre relativo admiten formas de genitivo distintivas (dessen, deren) y también de dativo plural (denen)]. Históricamente estas formas son cognadas del pronombre reltivo that del inglés. El segundo tipo más restringido a contextos cultos y usados por énfasis, son las formas basadas welcher, welche, welches, que son cognados del inglés which. Como en la mayor parte de las lenguas germánicas, incluyendo el inglés antiguo, ambos tipos de pronombres se declinan de acuerdo al género, el caso y el número gramaticales. En alemán los pronombres relativos concuerdan en género y número con su antecedente, pero el caso gramatical viene fijado por la función gramatical que desempeñan en la oración de relativo.
Das Haus, in dem ich wohne, ist sehr alt.
'La casa en la que vivo es muy vieja'.
En esta oración el pronombre relativo dem es neutro y concuerda en género y número con Haus (neutro, singular), pero dem tiene forma de dativo porque sigue a la preposición in que requiere en este caso un nombre en dativo. Sobre la misma base sería posible substituir la forma dem por welchem con el mismo significado.
Sin embargo, en alemán se usa la forma no flexionada was 'que' (cognado del inglés what) como pronombre relativo cuando el antecedente es un pronombre indefinido como alles 'todo', etwas 'algo' o nichts 'nada'.
Alles, was Jack macht, gelingt ihm.
'Todo lo que Jack hace Jack resulta un éxito'.
Ortográficamente, en alemán, todas las oraciones de relativo se indican mediante comas.

#### Latín
En latín, las oraciones de relativo siguen a los sintagmas nominales a los que complementa, y siempre se introducen mediante un pronombre relativo. Los pronombres, relativos, como los demás pronombres latinos, concuerdan con sus antecedentes en género y número, aunque no en caso: el caso de un pronombre relativo depende de su papel en la oración de relativo (no del papel del antecedente en la oración principal, naturalmente eso no excluye que en algunas ocasiones ambas palabras estén en el mismo caso, si desempeñan papeles análogos). Por ejemplo:
Urbēs, quae sunt magnae, videntur. ('Las ciudades, que son grandes, lo parecen.)
Urbēs, quās vīdī, erant magnae. ('Las ciudades, que vi, eran grandes.')
En el primer ejemplo, urbēs y quae ambos están en nominativo ya que son sujeto de sus respectivas oraciones; además debido a su género y su número ambas son formas de femenino plural. En el segundo ejemplo, ambas siguen siendo formas femeninas y de plural, urbēs sigue estando en nominativo, pero quae ha sido reemplazado por quās, la forma de acusativo del pronombre relativo, para reflejar que en la oración de relativo desempeña el papel de objeto directo de vīdī.

#### Lenguas eslavas
La mayor parte de lenguas eslavas usan exactamente la estructura que usa el latín. Las siguientes oraciones son los ejemplos del latín traducidos al croata (las mismas oraciones son válidas para el serbio, el bosnio o el montenegrino):
Gradovi, koji su veliki, se vide. ('Las ciudades, que son grandes, se ven')
Gradovi, koje sam vidio, su bili veliki. ('Las ciudades, que vi, son grandes.)
En la primera oración, koji está en nominativo, y en la segunda koje está en acusativo. Ambas palabras son dos formas del mismo pronombre relativo que se diferncian solo por la marca de caso. Este pronombre relativo se flexiona además según el género y el número además del caso.

## Abreviatura
- SN sintagma nominal,
- SD sintagma determinante,
- SV sintagma verbal,
- N nombre, adjetivo o pronombre,
- V verbo,
- P preposición,
- C complemento,
- CP construcción preposicional
- D determinante